# Nemanja Obradović
Nemanja Obradović, cyr. Немања Обрадовић (ur. 8 stycznia 1991 w Kruševac) – serbski piłkarz ręczny, lewy i środkowy rozgrywający, od 2019 zawodnik Mieszkowa Brześć.

## Kariera klubowa
Reprezentował barwy serbskich klubów: Napredak Kruševac, RK Jagodina i Metaloplastika Šabac. Z Metaloplastiką dotarł w sezonie 2013/2014, w którym zdobył 17 goli, do finału Challenge Cup. W sezonie 2014/2015 rzucił w tych międzynarodowych rozgrywkach pięć bramek w przegranym dwumeczu z Azotami-Puławy. W sezonie 2015/2016 występował w Valence Handball, który zajął 14. miejsce w 2. lidze francuskiej. W sezonie 2016/2017 był zawodnikiem macedońskiego Metalurga Skopje. W rozgrywkach Ligi Mistrzów był jego najskuteczniejszym graczem – w dziewięciu spotkaniach zdobył 52 bramki. W Lidze SEHA rozegrał 14 meczów, w których rzucił 60 goli.
W lipcu 2017 trafił do Wisły Płock, z którą podpisał dwuletni kontrakt z możliwością przedłużenia o kolejny rok (informację o transferze ogłoszono w styczniu 2017). W płockim zespole miał zastąpić na środku rozegrania odchodzącego do Picku Szeged Dmitrija Żytnikowa. W lipcu 2017 rozpoczął przygotowania do nowego sezonu z Wisłą. W sierpniu 2017 Europejska Federacja Piłki Ręcznej stwierdziła, że Obradović ma ważny kontrakt z Metalurgiem Skopje do końca czerwca 2018. Macedoński klub zażądał za transfer 50 tys. euro, następnie obniżył tę kwotę do 35 tys. euro, na co nie zgodził się płocki klub. 11 września 2017 Wisła poinformowała, że EHF podjął ostateczną decyzję w sprawie zawodnika – Obradović został graczem płockiej drużyny z kontraktem do końca czerwca 2020. W sezonie 2017/2018 rozegrał w Superlidze 22 mecze i zdobył 44 gole, ponadto wystąpił w 14 spotkaniach Ligi Mistrzów, w których rzucił 18 bramek. Sezon zakończył przedwcześnie, bowiem na początku kwietnia 2018 przeszedł operację kontuzjowanego barku, która wykluczyła go z gry na kilka miesięcy. W sezonie 2018/2019 rozegrał w Superlidze 28 meczów i zdobył 31 goli, zaś w Lidze Mistrzów wystąpił w 14 spotkaniach i rzucił sześć bramek.
W lipcu 2019 został zawodnikiem białoruskiego Mieszkowa Brześć.

## Statystyki w europejskich pucharach
| Klub                            | Sezon     | Rozgrywki     | Mecze | Bramki |
| ------------------------------- | --------- | ------------- | ----- | ------ |
| Metaloplastika Šabac            | 2013/2014 | Challenge Cup | 9     | 17     |
| Metaloplastika Šabac            | 2014/2015 | Challenge Cup | 2     | 5      |
| Metaloplastika Šabac            | Razem     | Razem         | 11    | 22     |
| Metalurg Skopje                 | 2016/2017 | Liga Mistrzów | 9     | 52     |
|                                 |           |               |       |        |
| Wisła Płock                     | 2017/2018 | Liga Mistrzów | 14    | 18     |
| Wisła Płock                     | 2018/2019 | Liga Mistrzów | 14    | 6      |
| Wisła Płock                     | Razem     | Razem         | 28    | 24     |
| Stan na koniec sezonu 2018/2019 |           |               |       |        |

## Kariera reprezentacyjna
W reprezentacji Serbii zadebiutował 14 czerwca 2017 w meczu z Polską (34:34), w którym zdobył jednego gola. W 2018 uczestniczył w mistrzostwach Europy w Chorwacji, podczas których rozegrał sześć spotkań i rzucił dwie bramki. W 2019 wziął udział w mistrzostwach świata w Danii i Niemczech, w których rozegrał siedem meczów i zdobył jednego gola.
Posiada także obywatelstwo macedońskie. Trener reprezentacji Macedonii Lino Červar (2016–2017) wyrażał chęć powołania go do macedońskiej kadry.